# Hovsångare

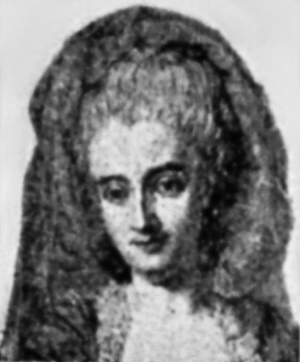
Elisabeth Olin recibió el título hovsångerska en 1773.

Hovsångare (o hovsångerska para las mujeres cantantes) es un título honorífico destacado entregado por su majestad el Rey de Suecia a cantantes destacados de ópera o música clásica que hayan tenido gran repercusión en el mundo artístico.

## Titulados

### 2000-
- 2010: Anna Larsson, Malena Ernman, Miah Persson.
- 2006: Nina Stemme, Hillevi Martinpelto.
- 2004: Karl-Magnus Fredriksson, Peter Mattei.
- 2003: Loa Falkman
- 2002: Helena Döse
- 2000: Katarina Dalayman, Ingrid Tobiasson.

### 1990-1999
- 1999: Lena Nordin
- 1995: Anne Sofie von Otter, Birgitta Svendén.
- 1994: Siv Wennberg
- 1992: Jerker Arvidson, Anita Soldh.
- 1990: MariAnne Häggander, Björn Asker.

### 1980-1989
- 1988: Britt Marie Aruhn, Elisabeth Erikson, Gösta Winbergh.
- 1985: Håkan Hagegård, Laila Andersson-Palme.
- 1983: Sylvia Lindenstrand, Bengt Rundgren.

### 1970-1979
- 1978: Arne Tyrén
- 1976: Ragnar Ulfung, Edith Thallaug, Berit Lindholm.
- 1973: Ingvar Wixell, Birgit Nordin-Arvidsson, Carl-Axel Hallgren.
- 1972: Alice Babs Sjöblom,

### 1960-1969
- 1968: Barbro Ericson-Hederén
- 1966: Margareta Hallin, Erik Saedén
- 1965: Nicolai Gedda
- 1963: Kerstin Meyer-Bexelius

### 1950-1959
- 1959: Elisabeth Söderström-Olow
- 1955: Birgit Nilsson
- 1952: Leon Björker

### 1940-1949
- 1946: Set Svanholm, Sigurd Björling.
- 1944: Jussi Björling, Kerstin Thorborg.
- 1943: Hjördis Schymberg,[1] Joel Berglund
- 1942: Irma Björck, Einar Beyron.
- 1941: Helga Görlin
- 1940: Brita Hertzberg-Beyron.

### 1930-1939
- 1936: Karin Maria Branzell-Reinshagen, Gertrud Pålsson-Wettergren
- 1933: Martin Öhman

### 1920-1929
- 1929: Åke Axel Wallgren, David George Stockmann
- 1928: Marianne Mörner
- 1923: Julia Claussen
- 1922: Nanny Larsén-Todsen

### 1910-1919
- 1911 Sigrid Arnoldson-Fischof

### 1900-1919
- 1909 Signe Rappe-Weldén, John Forsell
- 1906 Martin Ödmann

### 1877-1886
- 1886 Mathilda Taube-Grabow

### 1859-1850
- 1854 Louise Michaëli

### 1850-1841
- 1847 Jenny Lind

### 1841-1832
- 1837 Mathilda Gelhaar
- 1837 Anna Sofia Sevelin
- 1837 Henriette Widerberg
- 1834 Mathilda Berwald

### 1832-1823
- 1831 Isak Albert Berg

### 1823-1814
- 1815 Jeanette Wässelius

### Antes de 1814
- 1773 Lovisa Augusti
- 1773 Elisabeth Olin